# Gheorghe Megelea
Gheorghe Megelea (Rumania, 14 de marzo de 1954) es un atleta  retirado, especializado en la prueba de lanzamiento de jabalina en la que llegó a ser medallista de bronce olímpico en 1976.

## Carrera deportiva
En los JJ. OO. de Montreal 1976 ganó la medalla de bronce en el lanzamiento de jabalina, con una marca de 87.16 metros, quedando en el podio tras el húngaro Miklós Németh (oro con 94.58 metros que fue récord del mundo) y el finlandés Hannu Siitonen (plata).